# Jamies dagbok
Jamies dagbok  (engelska Read It and Weep) är en film om fjortonåriga Jamie (spelas av Kay Panabaker) som gör allt för att bli populär. Varje dag skriver hon om sitt alter-ego "Is" (spelas av Kays äldre syster Danielle Panabaker) som är populär, självsäker och inte rädd för någonting. När hennes anteckningsblock av misstag blir en engelskuppgift vinner hon en skrivtävling och hennes bok blir publicerad.
Jamie blir fort stor i media och alla älskar hennes alter-ego. Is hjälper Jamie genom alla möjliga situationer. I början är det fantastiskt att vara känd men till slut förlorar hon kontakten med sina vänner. Hennes familj blir lidande och hon bråkar mer med sin bror. Snart inser Jamie att Is tar över hennes liv och gör henne till någon som hon inte vill vara.
Filmen är baserad på boken som heter "How my private personal journal became a bestseller" av författaren Julia DeVillers.

## Skådespelare
- Kay Panabaker - Jamie
- Danielle Panabaker - Is
- Alexandra Krosney - Harmony
- Marquise Brown - Lindsay
- Allison Scagliotti - Sawyer Sullivan
- Jason Dolley - Connor Kennedy
- Chad Broskey - Marco Vega
- Tom Virtue - Ralph Bartlett
- Connie Young - Peggy Bartlett
- Robin Riker - Diana
- Nick Whitaker - Lenny Bartlett
- Falisha Fehoko - Jennifer #1
- Malinda Money - Jennifer #2
- Joyce Cohen - Miss Gallagher
- K.C. Clyde - Tim Kennedy